# Johann von Kralowitz
Johann von Kralowitz (tschechisch Jan z Kralovic) (gest. 1430 in Zittau) war ein böhmischer Krieger der Hussiten.
Johann stammte dem Landesadel ab und wurde erstmals 1426 in der Schlacht bei Aussig genannt. Zu diesem Zeitpunkt war er bereits ein Hauptmann der Waisen. Er nahm weiterhin an der Schlacht bei Tachau und der Belagerung von Pilsen (1427) teil. Mit dem Priester Prokůpek belagerte er 1428 ein Jahr lang die Burg Lichtenburg bei Tschaslau. Wegen Proviantmangel zog er mit seinem Heet in die Region von Zittau, überfiel einige Dörfer und beraubte sie der Lebensmittel. Während seiner Rückkehr wurde er bei Machendorf von Zittauer und Görlitzer Armeen überfallen. Er konnte den Angriff zwar abwehren, erlitt dabei aber schwere Verluste. 1429 gehörte er den Prager Richtern an und führte die Heere der Waisen im gleichen Jahr auf ihrem Zug nach Sachsen, Meißen und Vogtland an. Nach der Schlacht von Lipan am 30. Mai 1434 wird er nicht mehr erwähnt.